# Delorhachis
Delorhachis is een geslacht van vlinders van de familie slakrupsvlinders (Limacodidae).

## Soorten
- D. amator Hering, 1928
- D. amica Hering, 1928
- D. chlorodaedala Tams, 1929
- D. denisae Dufrane, 1945
- D. kilosa West, 1940
- D. kitale West, 1940
- D. mariae Dufrane, 1945
- D. nigrivenosa Karsch, 1896
- D. purpurea Hering, 1928
- D. schultzei Aurivillius, 1905
- D. viridiplaga Karsch, 1896